# SS Kościuszko
SS Kościuszko – polski statek pasażerski, parowiec.

## Historia i rejsy
Zbudowany w 1915 przez Barclay Curle & Company w Glasgow (Szkocja) dla rosyjskiego armatora Russian American Line jako "Caryca". Był ostatnim z czterech statków podobnej konstrukcji niewiele różniących się od siebie (pierwszy nie pływał pod polską banderą, drugim był SS Polonia, trzecim SS Pułaski). Budowę statków sfinansowała częściowo caryca wdowa Maria Romanowa ze swoich klejnotów, stąd statki nazywano "klejnotami księżniczki Dagmary".
W czasie I wojny światowej pływał jako transportowiec wojska.
Na początku stycznia 1921 trafił (wraz z trzema pozostałymi statkami) pod banderę duńską, do armatora Det Ostasiatitske Kompagni, zmieniono nazwę na "Lithuania"; nowy armator liczył na zainteresowanie emigrantów z Polski i krajów bałtyckich, stąd nazwy statków (pozostałe nazywały się Latvia, SS Polonia i SS Estonia.
W marcu 1930 kupiony przez Polskę (wraz z SS Polonia i SS Estonia trafił do Polskiego Transatlantyckiego Towarzystwa Okrętowego (od roku 1934 GAL) zmieniając nazwę na "Kościuszko". Wykupiło ono całą linię i trzy pływające na niej statki (Latvia została sprzedana wcześniej). Pływał na liniach nowojorskiej, następnie palestyńskiej i południowoamerykańskiej oraz jako wycieczkowiec. Jego dowódcą najdłużej był kpt. Eustazy Borkowski, który potem przeszedł na nowo zbudowany MS Batory, następnie zaś kpt. Edward Pacewicz, który przeszedł tuż przed wojną na nowo zbudowany MS Chrobry.
Po wejściu do eksploatacji nowo zbudowanych we Włoszech statków MS Piłsudski i MS Batory przeszedł z linii nowojorskiej na południowoamerykańską na której pływał wraz z SS Pułaski. Z kolei tu w 1939 r. oba te statki zostały zastąpione przez nowo powstałe MS Sobieski i MS Chrobry (ten drugi rozpoczął swój dziewiczy rejs na linii tuż przed wojną). W związku z tym SS Kościuszko został wycofany z eksploatacji i przeznaczony do kasacji w roku 1940. 
Z powodu spodziewanego wybuchu wojny został skierowany (podobnie jak SS Pułaski) 29 sierpnia 1939 do Wielkiej Brytanii z naprędce zmontowaną szkieletową załogą pod dowództwem odwołanego z urlopu kpt. Mamerta Stankiewicza. Tu, przekazany Polskiej Marynarce Wojennej, która przeznaczyła go na okręt-bazę pod nazwą ORP "Gdynia" stacjonujący w Devonport (podniesienie bandery PMW: 10 listopada 1939 r.).
Z dniem 30 czerwca 1941 zwrócony Polskiej Marynarce Handlowej i w związku z tym powrócił do dawnej nazwy. 
Pod banderą PMH pływał jako transportowiec wojska. W tym okresie ze zmniejszoną do ok. 235 osób załogą, wśród której tylko 45 członków była Polakami, w tym kpt. Jan Strzembosz, dowodzący jednostką od września 1941 do października 1947. Brał udział w rejsach transportowych na Ocean Indyjski, Ocean Atlantycki, Morze Śródziemne (udział w lądowaniu na Sycylii).
W kwietniu 1946 został wraz z SS Pułaski sprzedany Anglikom, którzy nazwali go "Empire Helford". Nadal przewoził alianckich żołnierzy, repatriantów, itp. W 1949 wycofany z eksploatacji i sprzedany na złom. W 1950 złomowany w Blyth.